# Гинденбург (фильм)
«Гинденбург» (англ. The Hindenburg) — американский художественный фильм 1975 года режиссёра Роберта Уайза. Лауреат двух премий «Оскар» за особые достижения.

## Сюжет
Фильм рассказывает историю гибели самого крупного воздушного судна XX века, символа нацистской Германии. Под командованием Макса Прусса в 1937 году дирижабль отправился в своё последнее путешествие из Германии в Америку. Желая продемонстрировать американцам свою мощь, показав им «Гинденбург», никто из немецкого командования и не подозревал, что на его борту находится саботажник, планирующий взорвать дирижабль.

## В ролях
- Джордж К. Скотт — полковник Франц Риттер
- Энн Бэнкрофт — графиня Урсула фон Рюйген
- Уильям Атертон — Карл Боэрф
- Рой Тиннес — капитан Мартин Фогель
- Гиг Янг — Эдвард Дуглас
- Бёрджесс Мередит — Эмилио Паджетто
- Чарльз Дёрнинг — капитан Макс Прусс
- Ричард Дайсарт — капитан Лехман
- Роберт Клэри — Джо Спах
- Рене Обержонуа — майор Непьер
- Питер Донат — Рид Чаннинг
- Алан Оппенхаймер — Альберт Бреслау
- Кэтрин Хелмонд — миссис Милдред Бреслау
- Джоанна Мур — миссис Чаннинг
- Бетси Джонс-Морленд — Имхофф, стюардесса
- Курт Лоуэнс — лифтёр Фелбер

## Награды и номинации
Премия «Оскар» (1976) :
- Награда — Премия за особые достижения (звуковые эффекты) — Питер Беркос
- Награда — Премия за особые достижения (визуальные эффекты) — Альберт Уитлок, Глен Робинсон
- Номинация — Лучшая операторская работа — Роберт Сёртис
- Номинация — Лучший звук — Леонард Петерсон, John A. Bolger Jr., Джон Л. Мак, Дон Шарплесс
- Номинация — Лучшая работа художника-постановщика, художника-декоратора — Эдвард Карфанго (постановщик), Фрэнк МакКелви (декоратор)